# Горный комитет
Горный комитет (алб. Komiteti i Maleve), также Национальный горный комитет (алб. Komiteti Kombëtar i Maleve) — албанская антикоммунистическая подпольная организация, действовавшая в северном регионе Мирдита во второй половине 1940-х годов. Создан на основе католического горного клана Маркагьони. Выступал с позиций национализма, традиционных ценностей и правого радикализма. Вёл вооружённую борьбу против правящей в НРА коммунистической партии, совершил ряд нападений.

## Мирдита и Маркагьони
Регион Мирдита на севере Албании — труднодоступная и малонаселённая горная местность. Название происходит от одноимённого горного племени. Социальное устройство веками основывалось на традиционной клановой организации и обычном праве. Конфессионально в Мирдите всегда преобладали албанские католики, что обусловило важные социокультурные особенности и тягу к автономии от мусульманского большинства.
Политически и культурно в Мирдите доминировали влиятельные семейства, вокруг которых организовывались вооружённые ополчения. Здесь сложилась своеобразная социокультура и система корпоративного самоуправления. Мирдита сохраняла определённую независимость от османских властей, а после 1912 — от центрального правительства в Тиране.
Наиболее влиятельным кланом издавна являлось семейство Маркагьони, главы которого носили традиционный титул Kapidani. В 1921 глава клана Капидан Марка Гьони при югославской и греческой поддержке поднял сепаратистское восстание против Албанского княжества и провозгласил Республику Мирдита. Эта акция была быстро подавлена, но Ахмет Зогу гарантировал традиционную автономию Мирдиты и права католического населения.
После смерти Марка Гьони в 1925 главой клана стал его сын Гьон Маркагьони. В его идеологии принципы албанского национализма и католицизма соединялись с горскими клановыми традициями и определённой прозападной ориентацией — на фашистскую Италию. Маркагьони контактировал с правительством Бенито Муссолини, был лично принят Папой Римским Пием XI. С королём Албании Ахметом Зогу клан Маркагьони поддерживал отношения сдержанного партнёрства.
Гьон Маркагьони был также активным антикоммунистом. В период итальянской оккупации он состоял в руководстве Албанской фашистской партии, затем создал Независимый национальный блок (ННБ). Возглавлял националистическое и традиционалистское крыло албанского фашизма. При этом на территории Мирдиты не было во время оккупации ни итальянских, ни немецких войск.
Именно эта организация: клан Маркагьони и его многочисленные в Мирдите сторонники; и эта идеология: синтез албанского национализма, горского традиционализма и южноевропейского правого радикализма — составили основу Горного комитета.

## Северный антикоммунизм
В ноябре 1944 к власти в Албании пришла Коммунистическая партия (КПА; с 1948 — Албанская партия труда, АПТ) во главе с Энвером Ходжей. На севере Албании новый режим, ориентированный на сталинский СССР, встретил жёсткое сопротивление. Не в последнюю очередь это было связано с тем, что почти все ведущие лидеры КПА — Энвер Ходжа, Мехмет Шеху, Хюсни Капо, Бекир Балуку, Спиро Колека, Бедри Спахиу, Гого Нуши, Мануш Мюфтиу, Лири Белишова — происходили с юга или реже из центра страны (некоторое исключение составляли Хаджи Леши и Тук Якова). Коммунистическая власть была непримиримо антагонистична северной католической традиции.
Показательно, что глава британской военной миссии в Албании генерал Эдвард Ходжсон в мае 1945 года выделял три категории противников режима КПА: «землевладельческие семейства, купцы и католики». При этом позиция первых двух категорий определялась экономическими интересами, представители же третьей «фанатично враждебны коммунизму по религиозным мотивам».
Уже в январе 1945 вооружённые формирования Балли Комбетар под командованием Абаса Эрменьи пытались захватить Шкодер. В горах Проклетие вспыхнуло Кельмендское восстание во главе с Преком Цали. В Малесии-э-Мади Леш Мараши поднял Восстание Коплику. В сентябре 1946 вспыхнуло Пострибское восстание под руководством Османа Хаджии и Юпа Казази. В Мирдите антикоммунистическое движение консолидировал клан Маркагьони.
Гьон Маркагьони-старший и его сын Ндуэ Маркагьони эмигрировали в Италию, где впоследствии установили связи с ЦРУ. Они осуществляли политическое руководство. Оперативное командование в Албании Гьон возложил на двух других сыновей — Марка Маркагьони и Леша Маркагьони.

## Подпольный комитет

### Кадры и принципы
Структурой подпольного антикоммунистического сопротивления Мирдиты стал Komiteti i Maleve — Горный комитет (KM; полное название — Komiteti Kombëtar i Maleve, Национальный горный комитет). Он был учреждён в марте 1945 под председательством Марка Маркагьони. В его состав вошли традиционные клановые авторитеты, националистические активисты, бывшие офицеры албанской армии, католические священники (многие церкви были превращены в тайные базы боевиков). Рядовой состав комплектовался из антикоммунистически настроенных крестьян-горцев, верных традициям и католицизму. Современные левые источники характеризуют лидеров Горного комитета как «обладателей средневековой власти», а рядовых бойцов — как «неграмотных полуголодных оборванцев, прятавшихся в лесах и пещерах».
Устав Горного комитета провозглашал непримиримую борьбу против коммунизма — за свободу и национальные традиции Албании. Особый пункт запрещал членам KM взаимную кровную месть и любые виды вражды. Убийства коммунистов объявлялись легитимным возмездием за бессудные расправы со стороны КПА и Сигурими. Борьба KM характеризовалась как общенациональная — за права всех албанцев, без различия регионов и конфессий. В перспективе ставилась задача наступления на Тирану, свержения власти КПА и проведения свободных выборов.
По данным самой организации, общая численность активистов KM достигала 12 тысяч (точность этой цифры неочевидна, возможно, она включает всех взрослых мужчин контролируемых селений). Командный состав формировали около 500 человек. Оперативные связи и ячейки KiM существовали не только на севере в Шкодере, но и в Эльбасане, Дурресе, Тиране.
Центральное оперативное руководство в 1945—1946 составляли Марк Маркагьони, капитан албанской армии Никол Мелюши (заместитель по военной части), капитан албанской армии Ндрец Шкурт Луфи (заместитель по политической части). В политическом руководстве и генеральном штабе KiM состояли также Никол Пренг Маркагьони, Никол Пердеда, Ислам Даци, Марк Дод Гьини, Гьон Мехили, Тогер Кол Байрактари, Марк Байрактари, Пьетер Леш Гьони. Все они командовали вооружёнными повстанческими формированиями и подпольными диверсионно-террористическими группами.
В Горном комитете была установлена форма приветствия: Долой коммунизм! — Да здравствует Албания!

### Агитация и террор
Активисты Горного комитета вели антикоммунистическую и антиправительственную агитацию, боевики нападали на представителей администрации НРА и актива КПА/АПТ, совершали диверсии, поджоги, убийства. В ряде случаев акции были далеки от повстанческой борьбы и носили откровенно преступный характер. 25 апреля 1948 были жестоко убиты деревенские учительницы сёстры Таражи — Марта и Пренда — за «нарушение обычаев и прислуживание коммунистам».
После гибели Марка Маркагьони в перестрелке с Сигурими 14 июня 1946 Горный комитет возглавил Леш Маркагьони. Он погиб при тех же обстоятельствах 9 августа 1947. Его сменил двоюродный брат Гьона-старшего Ндуэ Пьетер Гьомаркай, отличавшийся особой непреклонностью и беспощадностью.
9 февраля 1949 из Италии в Мирдиту было передано воззвание за подписями Kapidani. Гьон и Ндуэ приказывали сформировать орган власти — Исполнительный комитет Мирдиты, установить связи с другими антикоммунистическими группами севера Албании, создать единый Центральный комитет и Информационный центр. Особо предписывалось распространить сопротивление на Дибру и Косово. Подтверждались полномочия Ндуэ Пьетера Гьомаркая как руководителя движения в Албании и Ндуэ Гьона Мелюши как его заместителя. Заканчивалось воззвание триединым принципом Горного комитета: Вера, Честь, Родство.

### Убийство Бардока Бибы
1 июля 1949 было проведено тайное совещание руководителей и принято решение активизировать военную составляющую. 7 августа 1949 подпольщики Горного комитета во главе с Ндуэ Байрактари застрелили секретаря мирдитской АПТ Бардока Бибу. На месте убийства была оставлена записка: «Именем Горного комитета!» По некоторым данным, исполнители сумели уйти через границу в Югославию.
Особый драматизм ситуации заключался в том, что Бардок Биба сам принадлежал к клану Маркагьони, в детстве и юности ему благоволил Гьон-старший. Горный комитет считал Бибу изменником и относился к нему с особой ненавистью.
Убийство Бардока Бибы дало властям повод для мощной репрессивной кампании в Мирдите. Распоряжение об арестах и казнях отдал лично Энвер Ходжа. Руководили на месте министр внутренних дел Мехмет Шеху, его заместитель Михалак Зичишти, директор Сигурими Бекир Ндоу, председатель Военного суда Бильбиль Клоси, полковник госбезопасности Зийя Камбо, лейтенант Тогер Баба (он же Ходо Хабиби). Были арестованы около 300 человек, из них 14 казнены (четверо повешены, десять расстреляны). Остальные приговорены к тюремному заключению, отправлены в трудовые лагеря либо депортированы. Никто из этих людей не имел отношения к убийству Бардока Бибы, но все считались сторонниками Горного комитета.
Вооружённое сопротивление продолжалось ещё около года. Делались попытки скоординироваться с ЦРУ в операции по заброске в Албанию бойцов-парашютистов. Сигурими провела спецоперацию с внедрением в повстанческий отряд партийного функционера Паля Мелюши, личного друга Бибы, рвавшегося отомстить. 12 апреля 1950 Мелюши погиб от «дружественного огня» госбезопасности. Репрессии сильно подорвали позиции Горного комитета. С начала 1950-х активные действия постепенно прекратились. Мирдита стала последним регионом Албании, над которым была установлена власть КПА/АПТ.

## Судьбы и память
Гьон Маркагьони оставался авторитетным деятелем албанской политэмиграции, продолжал руководить ННБ. Скончался в Риме в 1966. Ндуэ Маркагьони перебрался в США, вступил в Национальный комитет «Свободная Албания». Он приезжал на родину в 1994, после падения коммунистического режима. Скончался в Куинсе в 2011. Ндуэ Пьетер Гьомаркай после разгрома подполья сумел выбраться из Албании и бежал в Канаду. Он представлял наиболее жёсткое крыло политэмиграции, до конца жизни с гордостью рассказывал о убийстве сестёр Таражи. Вернулся в Албанию, затем переехал в Италию. Скончался в 2013. Ндуэ Гьон Мелюши эмигрировал в США.
Отношение к Горному комитету в современной Албании крайне неоднозначно. Коммунисты и левые оценивают эту организацию как крайне реакционную, напоминают о «зверских преступлениях», указывают на то, что нарушался даже «горный канон» — традиционный обычай, запрещающий убивать женщин и родственников. Сторонники Социалистической партии (партия-преемник АПТ) в своей критике политических противников из Демократической партии сравнивают их с деятелями Горного комитета. Правые антикоммунисты учитывают эту сторону репутации KM, хотя относят организацию к силам антитоталитарного сопротивления и позитивно оценивают его лидеров при индивидуальном рассмотрении.
В мае 2018 албанское телевидение продемонстрировало документальный фильм Bardhok Biba, vrasja që terrorizoi Mirditën — Бардок Биба. Убийство, терроризировавшее Мирдиту. Картина описывает историю убийства Бибы и политических репрессий в Мирдите. В съёмках принял участие 106-летний Ндуэ Гьон Мелюши.